# Нитрат цезия
Нитрат цезия — соль щелочного металла цезия и азотной кислоты с формулой CsNO3. Бесцветный гигроскопический кристаллический порошок, без запаха. Образует кристаллогидраты.

## Получение
Нитрат цезия получается действием азотной кислоты на металлический цезий, его оксид, гидроксид или карбоната:
{\displaystyle {\mathsf {21\ Cs+26\ HNO_{3}\ {\xrightarrow {\ }}\ 21\ CsNO_{3}+\ NO\uparrow +\ N_{2}O\uparrow +\ N_{2}\uparrow +\ 13\ H_{2}O}}}
{\displaystyle {\mathsf {Cs_{2}O+2\ HNO_{3}\ {\xrightarrow {\ }}\ 2\ CsNO_{3}+H_{2}O}}}
{\displaystyle {\mathsf {CsOH+HNO_{3}\ {\xrightarrow {\ }}\ CsNO_{3}+H_{2}O}}}
{\displaystyle {\mathsf {Cs_{2}CO_{3}+2\ HNO_{3}\ {\xrightarrow {\ }}\ 2\ CsNO_{3}+CO_{2}\uparrow +\ H_{2}O}}}

## Физические свойства
Нитрат цезия образует бесцветные гигроскопичные кристаллы гексагональной сингонии, пространственная группа P 6m2 или P 62m, a = 1,074 нм, c = 0,768 нм.
При 154°С переходит в кубическую фазу с параметром ячейки a = 0,4499 нм (170°С).
Из водных растворов выделены кристаллогидраты CsNO3•H2O (темп. пл. 100°С) и CsNO3•2H2O (темп. пл. 32-36°С).
В вакууме при 450-500°С нитрат цезия возгоняется без разложения, что можно использовать для его очистки.
Расплавленный нитрат цезия сильный окислитель, он разрушительно действует на кварц, платину, многие металлы.

## Химические свойства
- При нагревании выше температуры плавления разлагается

{\displaystyle {\mathsf {2\ CsNO_{3}\ {\xrightarrow {490^{o}C}}\ 2\ CsNO_{2}+O_{2}\uparrow }}}
{\displaystyle {\mathsf {4\ CsNO_{3}\ {\xrightarrow {700^{o}C}}\ 2\ Cs_{2}O+2\ N_{2}\uparrow +5\ O_{2}\uparrow }}}
- При смешении концентрированных растворов нитрата цезия и азотной кислоты образуются сольваты (n=1÷2):

{\displaystyle {\mathsf {2\ CsNO_{3}+{\mathit {n}}HNO_{3}\ {\xrightarrow {\ }}\ CsNO_{3}\cdot {\mathit {n}}HNO_{3}\downarrow }}}
- Нитрат цезия в растворе восстанавливается только атомарным водородом:

{\displaystyle {\mathsf {CsNO_{3}+2\ H\ {\xrightarrow {Zn,HCl,20^{o}C}}\ CsNO_{2}+H_{2}O}}}
{\displaystyle {\mathsf {CsNO_{3}+8\ H\ {\xrightarrow {Zn,NaOH,100^{o}C}}\ CsOH+NH_{3}\uparrow +H_{2}O}}}
- В твёрдом виде восстанавливается свинцом до нитрита[1]:

{\displaystyle {\mathsf {CsNO_{3}+Pb\xrightarrow {400^{o}C} \ CsNO_{2}+PbO}}}